# Golf Argòlid
El golf Argòlid (també golf d'Argos o golf de Nàuplia) és un golf de la mar Egea a la costa oriental del Peloponès, situat al sud-est de la ciutat d'Argos. Les principals ciutats de la costa són Argos i Nàuplia. És ocupat per diverses illes, entre les quals destaca la de Spetses.